# Matheus Cunha
Matheus Santos Carneiro da Cunha (ur. 27 maja 1999 w João Pessoa) – brazylijski piłkarz, występujący na pozycji napastnika w Manchesterze United oraz w reprezentacji Brazylii.

## Kariera klubowa
1 czerwca 2025 roku Manchester United ogłosił, że doszedł do porozumienia z Wolverhampton Wanderers w sprawie transferu Cunhy. 12 czerwca 2025 roku podpisał pięcioletni kontrakt z opcją przedłużenia o kolejny rok z Manchesterem United. W nowym klubie zadebiutował 17 sierpnia 2025 roku w przegranym 0:1 meczu przeciwko Arsenalowi, rozgrywając całe spotkanie.

## Kariera reprezentacyjna
2 września 2021 roku zadebiutował w reprezentacji Brazylii podczas wygranego 0:1 meczu przeciwko Chile, zmieniając w 78 minucie spotkania Gabriela Barbosę. Pierwszego gola dla reprezentacji strzelił 25 marca 2025 roku w przegranym 4:1 meczu przeciwko Argentynie.

## Statystyki
(aktualne na dzień 17 sierpnia 2025)
| Klub                           | Sezon              | Liga               | Liga  | Liga   | Puchar krajowy | Puchar krajowy | Puchar ligi | Puchar ligi | Europa | Europa | Inne  | Inne   | Suma  | Suma   |
| Klub                           | Sezon              | Liga               | Mecze | Bramki | Mecze          | Bramki         | Mecze       | Bramki      | Mecze  | Bramki | Mecze | Bramki | Mecze | Bramki |
| ------------------------------ | ------------------ | ------------------ | ----- | ------ | -------------- | -------------- | ----------- | ----------- | ------ | ------ | ----- | ------ | ----- | ------ |
| FC Sion                        | 2017/18            | Swiss Super League | 29    | 10     | 1              | 0              | –           | –           | 2      | 0      | –     | –      | 32    | 10     |
| RB Leipzig                     | 2018/19            | Bundesliga         | 25    | 2      | 2              | 1              | –           | –           | 12     | 6      | –     | –      | 39    | 9      |
| RB Leipzig                     | 2019/20            | Bundesliga         | 10    | 0      | 1              | 0              | –           | –           | 2      | 0      | –     | –      | 13    | 0      |
| Hertha BSC                     | 2019/20            | Bundesliga         | 11    | 5      | 0              | 0              | –           | –           | –      | –      | –     | –      | 11    | 5      |
| Hertha BSC                     | 2020/21            | Bundesliga         | 27    | 7      | 1              | 1              | –           | –           | –      | –      | –     | –      | 28    | 8      |
| Hertha BSC                     | 2021/22            | Bundesliga         | 1     | 0      | 0              | 0              | –           | –           | –      | –      | –     | –      | 1     | 0      |
| Atlético Madryt                | 2021/22            | Primera División   | 29    | 6      | 2              | 1              | –           | –           | 5      | 0      | 1     | 0      | 37    | 7      |
| Atlético Madryt                | 2022/23            | Primera División   | 11    | 0      | 1              | 0              | –           | –           | 5      | 0      | –     | –      | 17    | 0      |
| Wolverhampton Wanderers (wyp.) | 2022/23            | Premier League     | 17    | 2      | 2              | 0              | 1           | 0           | –      | –      | –     | –      | 20    | 2      |
| Wolverhampton Wanderers        | 2023/24            | Premier League     | 32    | 12     | 3              | 2              | 1           | 0           | –      | –      | –     | –      | 36    | 14     |
| Wolverhampton Wanderers        | 2024/25            | Premier League     | 33    | 15     | 2              | 2              | 1           | 0           | –      | –      | –     | –      | 36    | 17     |
| Manchester United              | 2025/26            | Premier League     | 1     | 0      | 0              | 0              | 0           | 0           | –      | –      | –     | –      | 1     | 0      |
| Ogólnie w karierze             | Ogólnie w karierze | Ogólnie w karierze | 226   | 59     | 15             | 7              | 3           | 0           | 26     | 6      | 1     | 0      | 271   | 72     |

## Sukcesy

### Reprezentacyjne
- Igrzyska olimpijskie: 2021